# Bak
Bak je velká vesnice v Maďarsku v župě Zala, spadající pod okres Zalaegerszeg. Nachází se asi 6 km jižně od Zalaegerszegu. V roce 2015 zde žilo 1 578 obyvatel, přičemž (dle údajů z roku 2011) 96,5 % obyvatelstva tvoří Maďaři, 2,16 % Romové a 0,93 % Němci.
Sousedními vesnicemi jsou Baktüttös, Bocfölde, Csatár, Hahót, Pölöske, Sárhida, Söjtör, Zalaszentmihály a Zalatárnok, sousedním městem Zalaegerszeg.